# Osami Nagano
Osami Nagano (jap. 永野 修身, ur. 15 czerwca 1880 w Kōchi, zm. 5 stycznia 1947 w Tokio) – japoński admirał, od kwietnia 1941 roku szef sztabu generalnego japońskiej marynarki wojennej.

## Życiorys
W 1900 roku ukończył elitarną szkołę wyższą marynarki w Etajimie. Uczestniczył w wojnie rosyjsko-japońskiej, a przed objęciem funkcji szefa sztabu marynarki był poprzednikiem admirała Isoroku Yamamoto na stanowisku dowódcy Połączonej Floty. Podobnie jak Yamamoto, przed objęciem najwyższych funkcji w Nippon Kaigun, pełnił służbę w Stanach Zjednoczonych, gdzie m.in. ukończył Harvard Law School. Podobnie jak Yamamoto, należał do frakcji traktatowej – frakcji oficerów marynarki popierających podpisanie przez Japonię traktatu waszyngtońskiego 1922 roku. Uczestniczył w poprzedzającej jego zawarcie Konferencji waszyngtońskiej a następnie poprzedzającej zawarcie traktatu londyńskiego 1930 roku konferencji londyńskiej. Wraz z Yamamoto, sprzeciwiał się również przystąpieniu Japonii do Paktu trzech z hitlerowskimi Niemcami i Włochami.
Po objęciu funkcji szefa sztabu marynarki, uważał, że wojna ze Stanami Zjednoczonymi jest nieunikniona, wspierał też japońską ofensywę w kierunku południowym, celem okupacji Holenderskich Indii Wschodnich i Malajów. Jego wsparcie, miało jednak częściowo charakter prewencyjny, celem zapobieżenia zdominowaniu procesu decyzyjnego przez Armię japońską.
Nagano sprzeciwiał się jednak planowi uderzenia na Pearl Harbor swojego podwładnego, twierdząc że atak na Hawaje i wywołanie wojny ze Stanami Zjednoczonymi nie są konieczne i stanowią niepotrzebne ryzyko. Zajęcie posiadłości brytyjskich i holenderskich nie wymagało – według niego – wciągania USA do wojny, i będzie odciągało japońskie siły i zasoby, od najważniejszego dla Japonii ataku na południe.
Zmarł w 1947 w więzieniu Sugamo w Tokio.